# Pegantha triloba
Pegantha triloba is een hydroïdpoliep uit de familie Solmarisidae. De poliep komt uit het geslacht Pegantha. Pegantha triloba werd in 1879 voor het eerst wetenschappelijk beschreven door Ernst Haeckel.
De soort werd gevonden bij Zanzibar. De breedte van het scherm is 20 tot 25 mm, de hoogte ervan 7 tot 8 mm.